# Comuna Orlivka, Iampil
Orlivka (în ucraineană Орлівка) este o comună în raionul Iampil, regiunea Sumî, Ucraina, formată din satele Orlivka (reședința), Rjane și Șevcenkove.

## Demografie
Componența lingvistică a comunei Orlivka
     Ucraineană (96,58%)
     Rusă (3,18%)
     Alte limbi (0,08%)
Conform recensământului din 2001, majoritatea populației comunei Orlivka era vorbitoare de ucraineană (96,58%), existând în minoritate și vorbitori de rusă (3,18%).